# BK Spartak Loehansk
Basketbolnyj kloeb Spartak Loehansk (Oekraïens: баскетбольный клуб Спартак Луганськ) was een Oekraïense professionele basketbalclub uit Loehansk. De club speelde zijn thuiswedstrijden in het Dynamo Sportpaleis.

## Geschiedenis
De club is opgericht in 1966 als Avtomobilist Loehansk. In 1969 veranderde de naam van de stad Loehansk in Vorosjilovgrad. De naam werd toen Avtomobilist Vorosjilovgrad. In 1976 veranderde de naam in Spartak Vorosjilovgrad. In 1989 haalde Spartak de finale om de USSR Bekerwinnaar van het voorseizoen. Ze verloren in de finale van SKA Alma-Ata. In 1990 veranderde de naam van de stad Vorosjilovgrad weer terug in Loehansk en werd de naam Spartak Loehansk. Spartak werd derde om het landskampioenschap van Oekraïne in 1992. In 1999 werd de club opgeheven.

## Erelijst
- Landskampioen Oekraïne: 
  - Derde: 1992

- USSR Bekerwinnaar van het voorseizoen: 
  - Runner-up: 1989

## Bekende (oud)-coaches
- - Oleksandr Klymenko (1966-19??)
- - Joerij Vehlihoera (1976-1983)
- - Vladyslav Poestoharov (1983-1994)
- Volodymyr Brjoechovetski (1994-1997)
- Vladyslav Poestoharov (1997-1999)

## Bekende (oud)-spelers
- -- Zoerab Chromajev
- - Albert Valtin
- Pjotr Samojlenko